# Bara bada bastu
"Bara bada bastu" (traducida "[Solo] ve al sauna") es una canción de KAJ, un grupo de la minoría lingüística de hablantes de sueco en Finlandia, lanzada como un sencillo el 21 de febrero de 2025 por Warner Music Sweden. La canción fue escrita por el grupo junto a Anderz Wrethov, Kristofer Strandberg, y Robert Skowronski. Después de ganar el concurso sueco Melodifestivalen 2025 con la mayor cantidad de votos en la historia del concurso, la canción siguió a representar a Suecia en el Festival de la Canción de Eurovisión 2025, ganando 321 puntos. 
La canción humorística del género sueco Epadunk que celebra la cultura finlandesa del sauna, su texto es en el dialecto de Vörå de sueco finlandés, con algunas palabras finlandesas. Es la primera canción en el idioma sueco en Eurovisión desde 2012, y la primera para representar a Suecia desde 1998. "Bara bada bastu" ha recibido elogios por su carácter pegajoso y su desviación del sonido de pop "serio" que es típico de obras suecas en Eurovisión. La canción llegó a la cima en el número uno en Suecia, Finlandia, y Noruega. 
"Bara bada bastu" permaneció en el número uno por 13 semanas en Suecia, convirtiéndola en uno de los éxitos más largos desde que empezaron los records en 1977.

## Trasfondo y composición

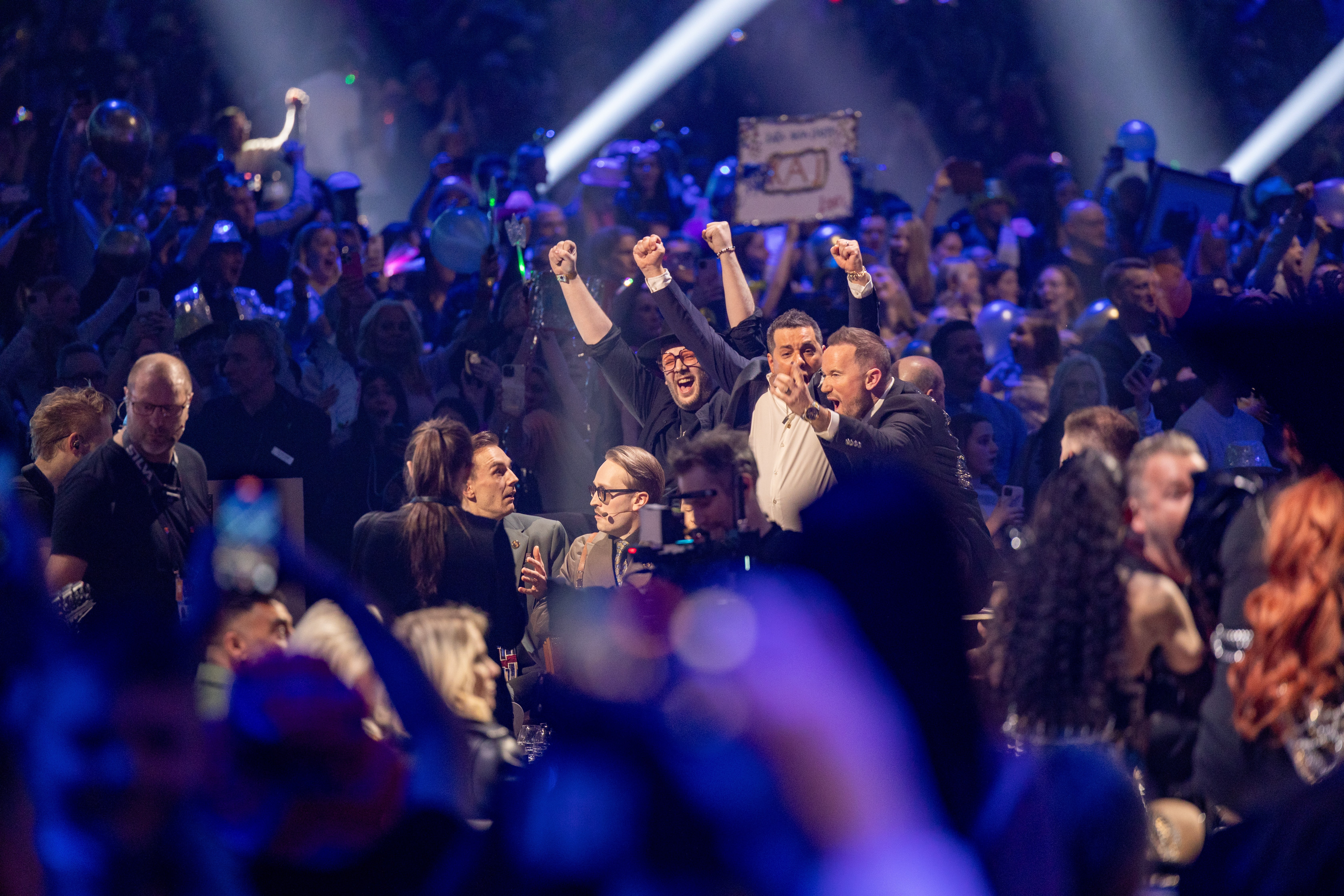
De izquierda a derecha: Strandberg, Swkorronski, y Wrethov, detrás de los miembros de KAJ en el Melodifestivalen. Los seis son los compositores de "Bara bada bastu"

Como preparación para el concurso de 2025, el productor y director artístico de Melodifestivalen, Karin Gunnarson, después de leer del grupo cómico en Dagens Nyheter, contactó a KAJ para averiguar si participaría. En ese momento, el trío había acabado de lanzar un álbum lo que significaba que tenía que escribir una canción nueva para competir. "Bara bada bastu" fue escrita por los miembros de KAJ, Kevin Holmström, Axel Åhman, y Jakob Norrgård, junto a Anderz Wrethov, Kristofer Strandberg, y Robert Skowronski. Miembros del equipo de composición trabajaron en la canción a distancia y se reunieron presencialmente por primera vez en el Melodifestivalen. Los miembros de KAJ son fineses, pero según las reglas del concurso, al menos uno de los compositores también debe ser un ciudadano sueco. Por eso KAJ decidió trabajar con Wrethov porque era fan de su canción Guld och gröna skogar. Norrgård, que es la voz principal, dijo que el grupo quiso escribir una canción que presentara la cultura finlandesa y que se inspiraron en el "aura de extrañeza" de obras finlandesas previas de Eurovisión, refiriéndose a Käärijä y Windows95man. Strandberg explicó que la idea detrás de "Bara bada bastu" fue burlarse de la forma de que los suecos ven a los fineses y aspectos de su cultura.
El texto de "Bara bada bastu" es en el dialecto de Vörå, una variedad de sueco finés de la región de Ostrobothnia, y también contiene unas palabras en finés, incluyendo la palabrota perkele. KAJ envió una versión exagerada de la canción a Wrethov para que él pudiera adaptarla para un público sueco. La canción menciona a la cantante finlandesa Arja Saijonmaa que reaccionó positivamente a su inclusión. KAJ expresó un deseo de incluir una apariencia de ella en su presentación en la final de Melodifestivalen, y últimamente ella apareció en un segmento pregrabado junto con los presentadores del concurso Edvin Törnblom y Keyyo.
Skowronski y Strandberg revelaron que el demo temprano de "Bara bada bastu" contuvo una línea sobre "cayéndose el jabón" que últimamente fue cortada. KAJ contactó a Bo Lund para tocar el acordeón en la canción, que fue grabada en una sesión de dos horas en octubre de 2024; previamente Lund ha sido el acordeonista para la canción de KAJ "Taco hej (me gusta)".

## Lanzamiento y promoción
"Bara bada bastu" fue lanzada el 21 de febrero de 2025 en SVT Play y en servicios de streaming vía Warner Music Sweden. Su lanzamiento en un viernes fue un cambio de ediciones anteriores de Melodifestivalen, en las cuales las canciones no fueron lanzadas oficialmente hasta su presentación en el festival el sábado. En abril de 2025, KAJ interpretó una versión acústica de la canción para la serie A Little Bit More (Un poquito más) del Festival de la Canción de Eurovisión. Ambas, tanto la versión original como una versión de karaoke están incluidas en la lista de canciones del álbum recopilatorio de KAJ, Sauna Collection (2025).
Después de ganar en el Melodifestivalen, KAJ empezó a vender camisetas con el título de la canción en su sitio web, las que luego quitó porque era una falta a las reglas del concurso. KAJ interpretó "Bara bada bastu" en tres fiestas antes de Eurovisión: el festival de Eurovisión MancHagen el 12 de abril, la fiesta de Eurovisión en Londres el 13 de abril, y el PrePartyEs el 19 de abril.

## Recepción crítica

### Medios suecos y finlandeses
La canción ha recibido comentarios positivos de publicaciones suecas. Jan Andersson del periódico Göteborgs-Posten y Johan Hammerby del Hallandsposten halagaron su carácter pegajoso y su desviación del sonido pop "serio" que es típico de obras suecas en Eurovisión. Ronny Larsson de QX llamó a la canción "pop maravilloso de Eurovisión". En su evaluación de canciones en la final de Melodifestivalen, Christian Gustafsson de Barometern dijo que no fue la mejor canción pero tuvo encanto, algo que sintió que les faltaban otras canciones. Maria Brander de Expressen disfrutó la "locura total" de la canción y su naturaleza memorable. "Bara bada bastu" también fue elogiada por los medios fineses. Eva Frantz de Svenska Yle clasificó la canción con 5/5, halagando la tontería y el encanto de KAJ. Ikka Mattila de Helsingin Sanomat elogió la canción por ser atractiva para las personas de todas edades, especialmente para los niños.

### Índice de probabilidad
Con base en el índice de probabilidad, se predijo que Suecia ganaría el Festival de la Canción de Eurovisión 2025 antes de que su contendiente fuera escogido. Después de KAJ ganó el Melodifestivalen, Suecia quedó el favorito para ganar Eurovisión según los corredores de apuestas, con un aumento de algunos porcentajes. En respuesta, Norrgård dijo que no siguió las probabilidades demasiado cercanamente y Åhman reveló que sintió más presión durante la semana final de Melodifestivalen.

## Presentación comercial
Después de su lanzamiento, "Bara bada bastu" debutó en el número uno en los rankings de sencillos suecos. En Finlandia, la canción llegó a la cima del ranking de sencillos en su segunda semana. Antes de la final de Melodifestivalen, la canción tuvo el mayor número de reproducciones en Spotify de todas las canciones participantes, con el doble de reproducciones de la segunda canción más reproducida, "Revolution" de Måns Zelmerlöw. Sin embargo, "Revolution" tuvo más éxito en la radio sueca, con la mayor cantidad de impresiones del público, mientras "Bara bada bastu" fue octava de las doce canciones en la final, basado en datos de transmisión por radio de Radiomonitor.
El día después de KAJ ganó el Melodifestivalen, la canción alcanzó la cima de los rankings del Global Viral 50 de Spotify y estuvo entre las 150 canciones reproducidas ese día. El mismo día, la canción rompió el récord de la canción más reproducida en lengua sueca en un solo día en Spotify, con 1,390,344 reproducciones.

## Festival de la Canción de Eurovisión

### Melodifestivalen2025

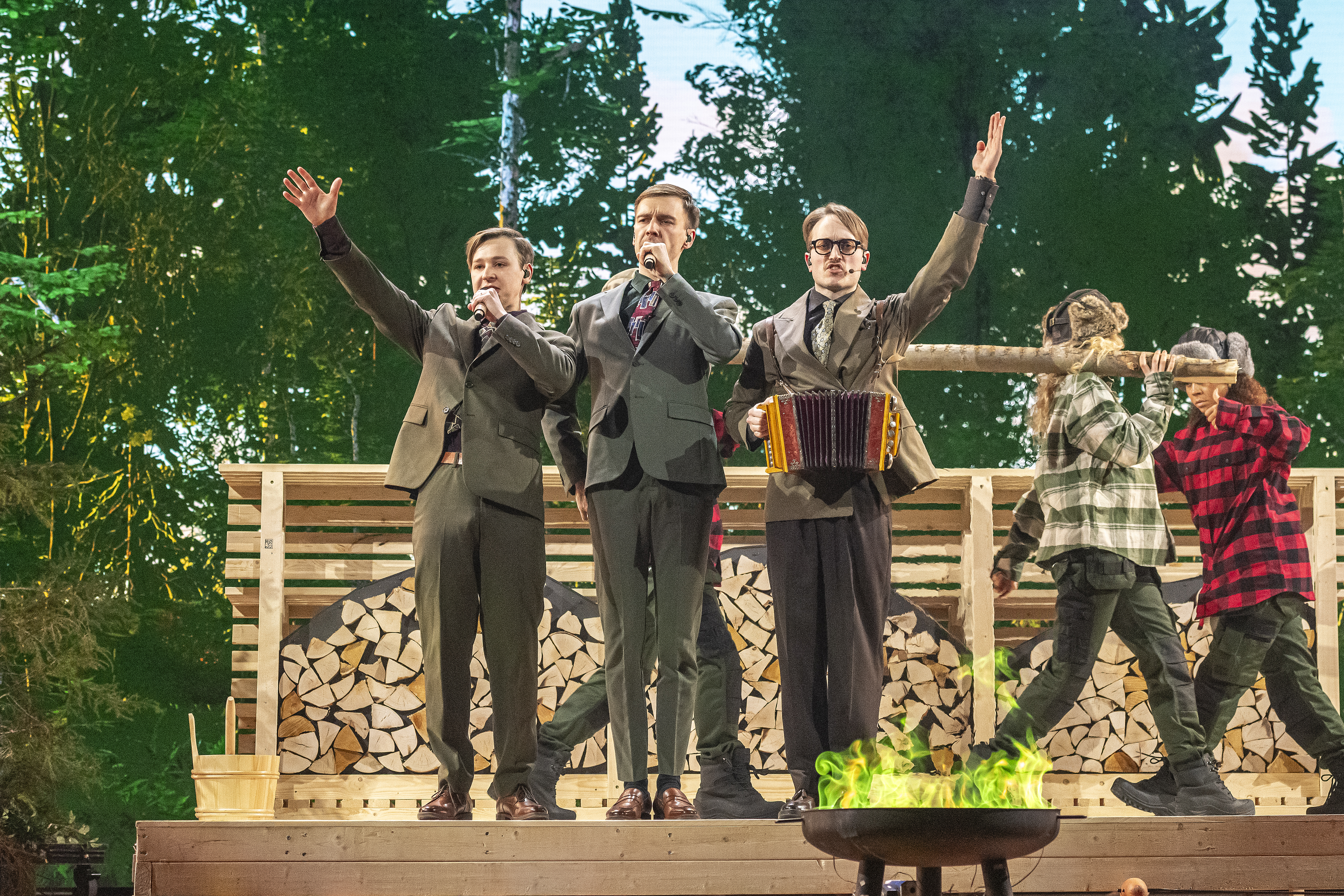
KAJ presentando la canción "Bara bada bastu" en Malmö

Sveriges Television (SVT) el canal televisivo sueco para el Festival de la Canción de Eurovisión, organizó el Melodifestivalen 2025, un concurso para seleccionar al representante del país para el festival de 2025. En total, 30 grupos compitieron, en la cual KAJ se presentó durante la cuarta eliminatoria en Malmö el 22 de febrero de 2025. KAJ calificó en el segundo puesto de su eliminatoria, calificando directamente para la final, la cual ocurrió en Estocolmo el 8 de marzo. En la final, calificó en el segundo puesto con los jurados internacionales y primero en el televoto, eventualmente ganando el concurso con 164 puntos. KAJ recibió 4,305,744 votos, la mayor cantidad en la historia del concurso, superando el récord anterior de 3,783,148 puntos recibido por la canción "Tattoo" de Loreen en el Melodifestivalen 2023.

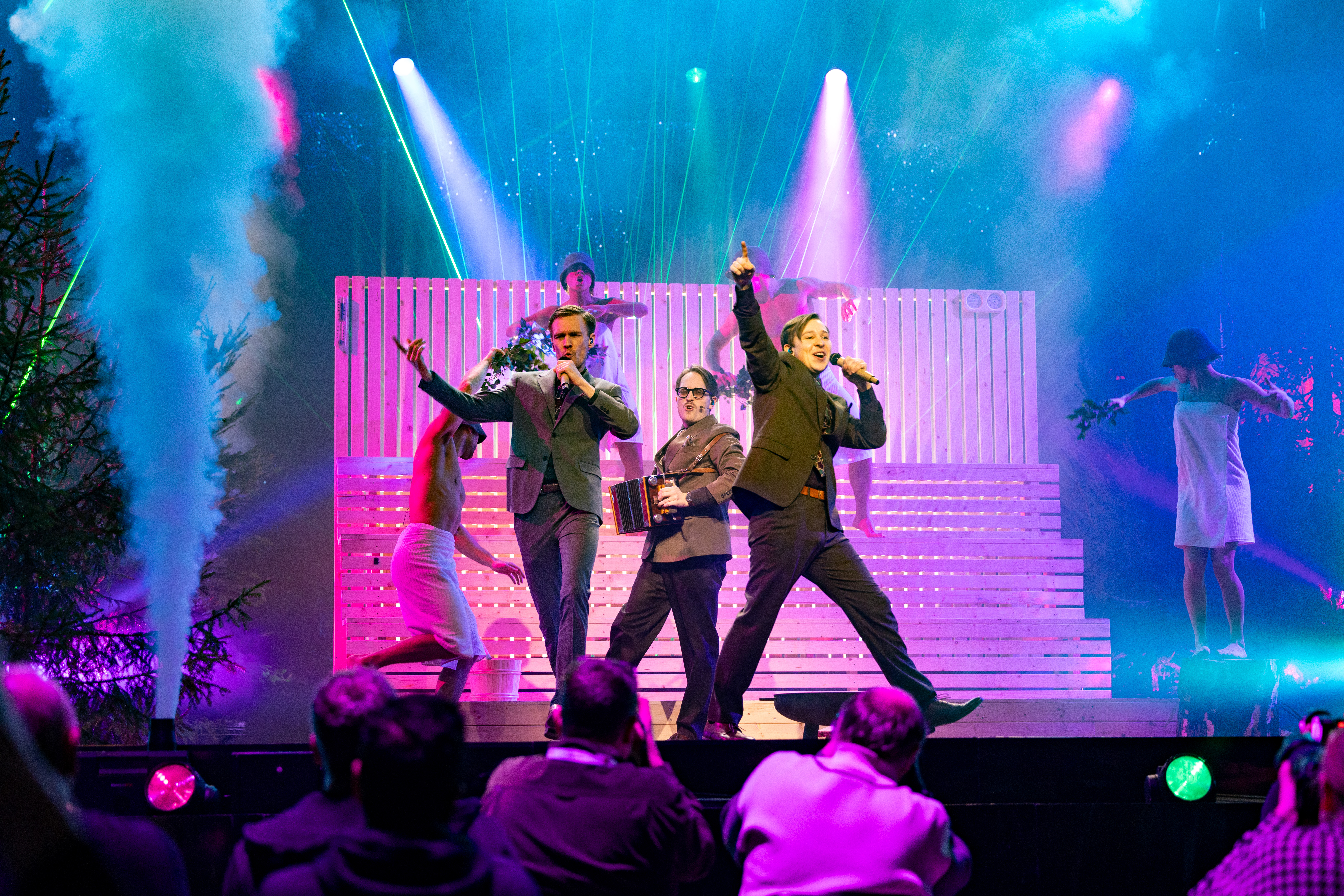
La presentación de KAJ para la final de Melodifestivalen en Estacolmo usó lásers.

Para la presentación en el Melodifestivalen durante su eliminatoria, los miembros de KAJ estuvieron rodeados de píceas reales y cantaron en frente de un leñero que luego se convirtió en un sauna. Además, cocinaron una salchicha de Falun real en el escenario, y bailarines vestidos en camisas de franela cortaron madera y luego se cambiaron en toallas y bailaron con escobas de sauna. Lotta Furebäck fue la directora creativa de la presentación, mientras Keisha von Arnold, Zain Odelstål, Jennie Widegren, y Sacha Jean-Baptiste sirvieron como coreógrafos. Supuestamente, construir los escenarios costó 166,000 corona sueca. Para la final del Melodifestivalen, se incorporaron lásers y máquinas de humo en la presentación.

### En Eurovisión

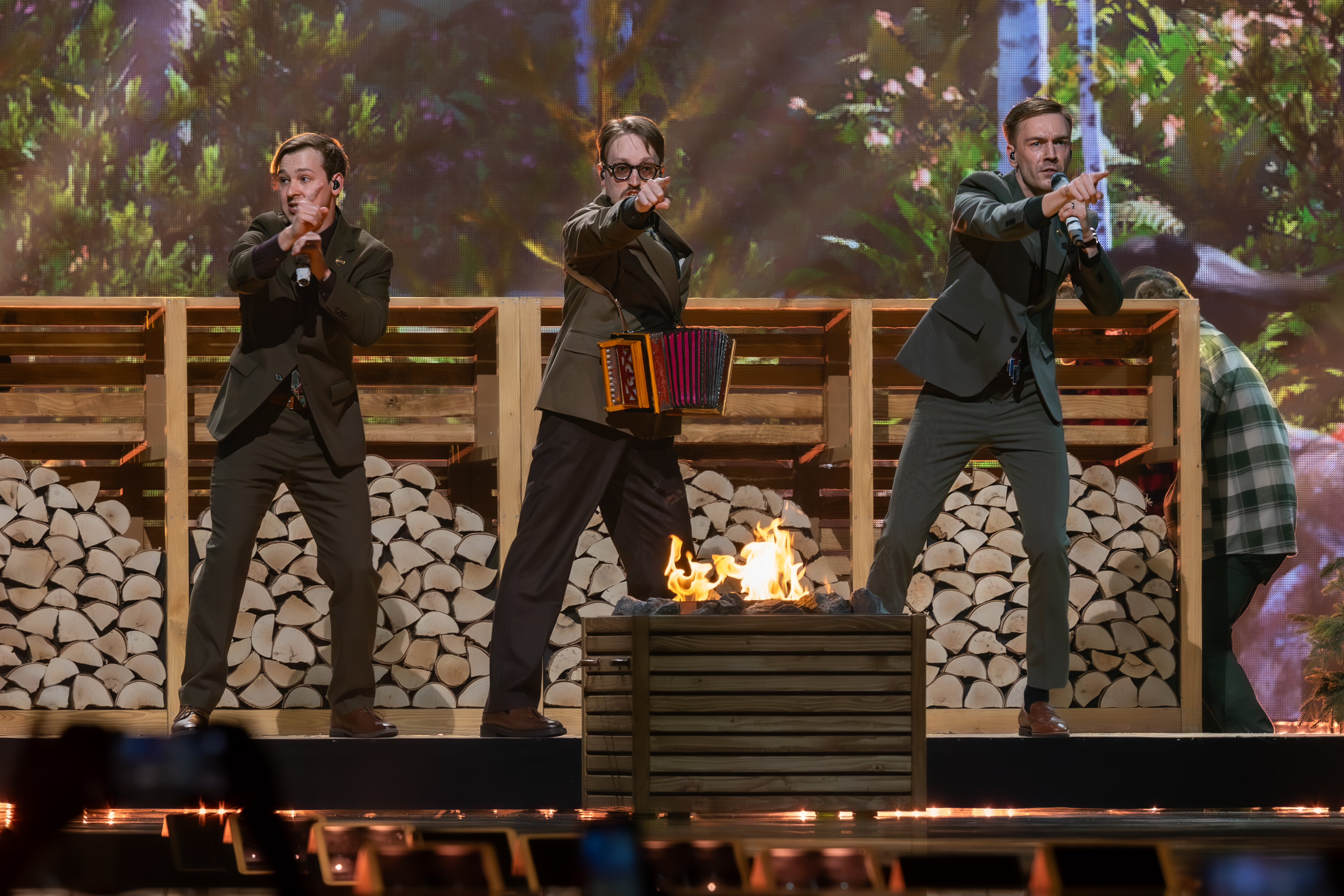
KAJ presentando "Bara bada bastu" en la Gran Final del Festival de la Canción de Eurovisión

El Festival de la Canción de Eurovisión 2025 tuvo lugar en St. Jakobshalle en Basilea, Suiza con las dos semifinales el 13 y 15 de mayo, respectivamente, y la final el 17 de mayo. Suecia fue seleccionada para competir en la primera mitad de la semifinal, con KAJ luego programado para presentarse sexto en la semifinal. "Bara bada bastu" es la primera canción en el idioma sueco en Eurovisión desde 2012, y la primera en representar Suecia desde 1998. KAJ no cambió el idioma de la canción para Eurovisión.
Para la presentación en Eurovisión, se creía que necesitara quitar o reemplazar la palabra perkele en el texto debido a que la Unión Europea de Radiodifusión (UER) prohíba groserías en las canciones que compiten. En una entrevista con la emisora Yle, KAJ reveló que consideró usar el eufemismo perhana como una alternativa, o otra variante en el dialecto Vörå. No obstante, en una entrevista con el periódico Österbottens Tidning en abril de 2025, el grupo dijo que pareció que a la UER no le importaba la presencia de la palabra en la canción. Cambios adicionales para la presentación en Eurovisión incluyen añadir más efectos de luz y humo, y eliminar a un bailarín para obedecer la regla del concurso que limita la cantidad de personas en el escenario a seis. Los tres bailarines que acompañan a KAJ también proveen coros y ayudan con voltear el sauna, que fue reconstruido para el escenario de Eurovisión. El sauna es un poco más pequeño, y consiste en dos piezas para facilitar los cambios de escenas.
La canción calificó para la gran final, y terminó en el cuarto puesto con 321 puntos.

## Listado de canciones
Descargas digitales/streaming
1. "Bara bada bastu" – 2:46

Descargas digitales/streaming – versión karaoke
1. "Bara bada bastu" (versión karaoke) – 2:47
2. "Bara bada bastu" – 2:46

## Premios y nominaciones
| Año  | Premio         | Categoría                                                        | Resultado    | Referencia |
| ---- | -------------- | ---------------------------------------------------------------- | ------------ | ---------- |
| 2025 | OUTmusic Award | Eurovision Song of the Year (canción del año)                    | Ganadora     | [ 78 ]     |
| 2025 | ESC Bubble     | Public Reacts to Eurovision - Song of the Year (canción del año) | Ganadora     | [ 79 ]     |
| 2025 | OGAE           | Encuesta de OGAE                                                 | Primer lugar | [ 80 ]     |

## Rankings
| Chart (2025)                              | Peak position |
| ----------------------------------------- | ------------- |
| Austria (Ö3 Austria Top 40)               | 7             |
| Bélgica (Ultratop 50 Flanders)            | 42            |
| Républica Checa (Singles Digitál Top 100) | 35            |
| Estonia Airplay (TopHit)                  | 69            |
| Finlandia (Suomen virallinen lista)       | 1             |
| Alemania (GfK)                            | 24            |
| Global 200 (Billboard)                    | 123           |
| Grecia International (IFPI)               | 5             |
| Islandia (Tónlistinn)                     | 3             |
| Irlanda (IRMA)                            | 50            |
| Letonia Streaming (LaIPA)                 | 3             |
| Lituania (AGATA)                          | 4             |
| Luxemburgo (Billboard)                    | 14            |
| Países Bajos (Single Top 100)             | 12            |
| Noruega (VG-lista)                        | 1             |
| Polonia (Listas musicales de Polonia)     | 15            |
| Portugal (AFP)                            | 168           |
| Eslovaquia (Singles Digitál Top 100)      | 71            |
| Suecia (Sverigetopplistan)                | 1             |
| Suiza (Schweizer Hitparade)               | 4             |
| UK Singles (OCC)                          | 48            |

## Historial de lanzamiento
| Región   | Fecha                  | Formato(s)                     | Versión  | Sello discográfico | Referencia |
| -------- | ---------------------- | ------------------------------ | -------- | ------------------ | ---------- |
| Variadas | 21 de February de 2025 | - Descarga digital - streaming | Original | Warner Sweden      | [ 76 ]     |
| Variadas | 9 de May de 2025       | - Descarga digital - streaming | Karaoke  | Warner Sweden      | [ 77 ]     |
| Italia   | 16 de May de 2025      | Radio airplay                  | Original | Warner Italy       | [ 102 ]    |